# Pore (ort)
Pore är en ort i Colombia.   Den ligger i departementet Casanare, i den centrala delen av landet, 260 km nordost om huvudstaden Bogotá. Pore ligger 287 meter över havet och antalet invånare är 4 133.
Terrängen runt Pore är platt åt sydost, men åt nordväst är den kuperad. Runt Pore är det glesbefolkat, med 13 invånare per kvadratkilometer. Det finns inga andra samhällen i närheten. Omgivningarna runt Pore är huvudsakligen savann.